# سورات تانی
سورات تانی (به تایلندی: สุราษฎร์ธานี) یک شهر در تایلند است که در استان سورات تانی واقع شده‌است.

## خصوصیات
سورات تانی ۶۸٫۹۷ کیلومترمربع مساحت و ۱۲۹٬۵۰۰ نفر جمعیت دارد.